# Mopti (region)
14°30′N 4°11′V / 14.500°N 4.183°V
Mopti er en region i Mali. Den ligger midt i landet og grænser til regionerne  Tombouctou i nord og Ségou i syd. Den grænser også til landet Burkina Faso i sydøst.
Byen Djenné og Bandiagara-klippen er opført på UNESCOs verdensarvliste.

## Administrativ inddeling
Mopti er inddelt i otte kredse (Cercle). Disse er igen  inddelt  i 108 kommuner.
1. Bandiagara
2. Bankass
3. Djenné
4. Douentza
5. Koro
6. Mopti
7. Tenenkou
8. Youwarou